# NGC 5116
NGC 5116 (również PGC 46744 lub UGC 8410) – galaktyka spiralna z poprzeczką (SBc), znajdująca się w gwiazdozbiorze Warkocza Bereniki. Odkrył ją William Herschel 11 kwietnia 1785 roku.